# Upie
Upie ist eine Gemeinde in Frankreich. Sie gehört zur Region Auvergne-Rhône-Alpes, zum Département Drôme, zum Arrondissement Valence und zum Kanton Crest. Sie befindet sich 13 km südlich von Chabeuil und grenzt im Norden an Montmeyran, im Nordosten an Ourches, im Osten an Vaunaveys-la-Rochette, im Süden an Eurre, im Südwesten an Allex und im Westen an Montoison. Die Bewohner nennen sich Upiens oder Upiennes. Die Ortschaft wird von Quellbächen des Flusses Pétochin tangiert.

## Bevölkerungsentwicklung
| Jahr                       | 1962 | 1968 | 1975 | 1982 | 1990 | 1999 | 2008 | 2016 |
| -------------------------- | ---- | ---- | ---- | ---- | ---- | ---- | ---- | ---- |
| Einwohner                  | 780  | 718  | 742  | 938  | 956  | 1096 | 1389 | 1529 |
| Quellen: Cassini und INSEE |      |      |      |      |      |      |      |      |

## Sehenswürdigkeiten

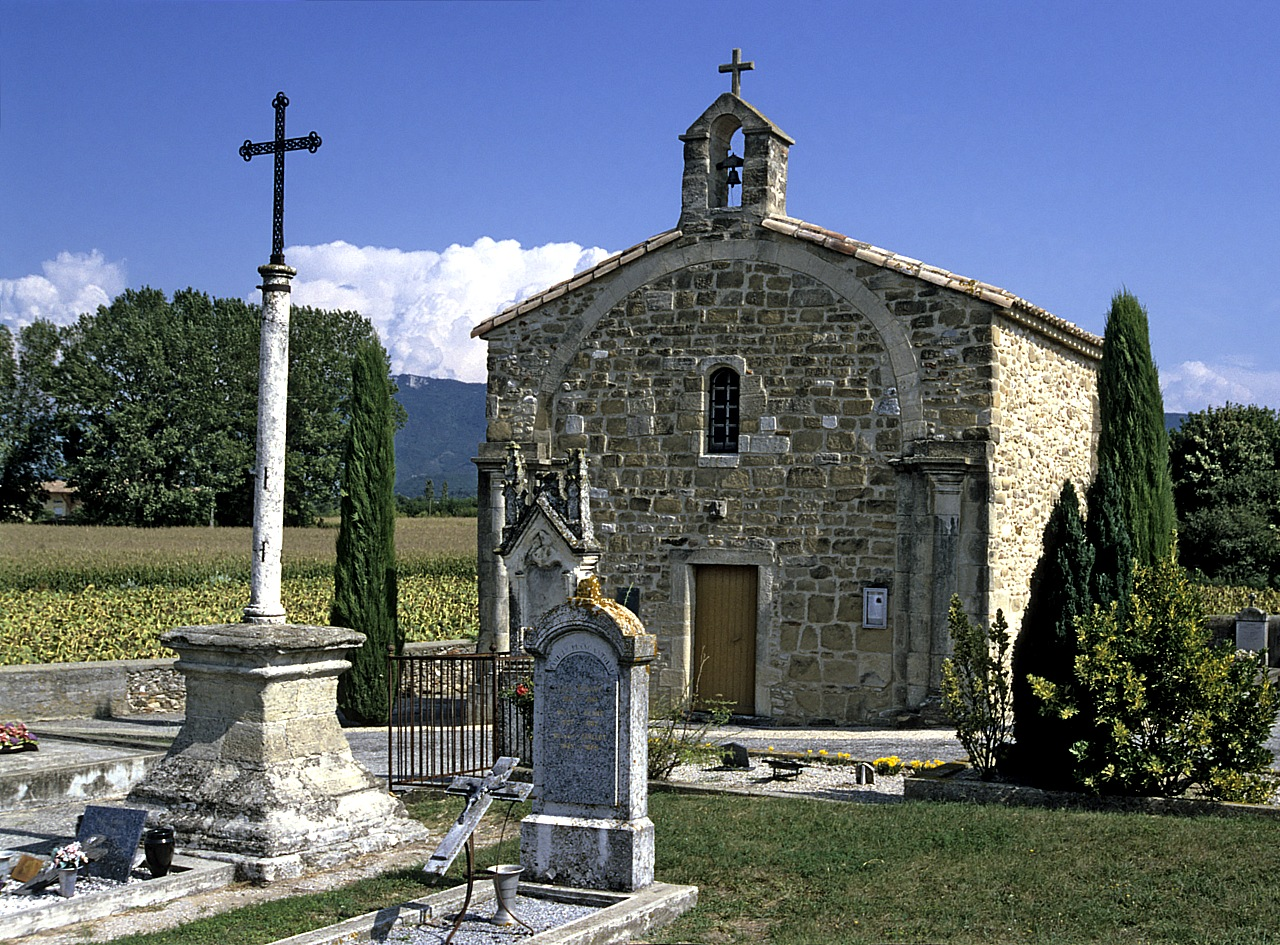
Kapelle Saint-Baudille

- Kapelle Saint-Baudille